# قره‌داغلو
قره‌داغلو روستایی است که در استان اردبیل، شهرستان پارس‌آباد، بخش مرکزی، دهستان قشلاق شمالی قرار دارد.

## جمعیت
بر اساس سرشماری سال۱۳۹۰ جمعیت این روستا ۱۱۵۰ نفر با ۲۵۰ خانوار بوده‌است.